# Virgen del Valle (Saldaña)
La Virgen del Valle es una advocación de la Virgen María venerada en el municipio de Saldaña (Palencia), en la comunidad autónoma de Castilla y León.
Es la patrona de Saldaña y su comarca, también ha sido nombrada alcaldesa perpetua de Saldaña.
El día 8 de septiembre se celebra su festividad, realizándose una misa y procesión en la pradera que rodea al santuario. En el mes de agosto es trasladada, en procesión, desde su santuario hasta la iglesia de Saldaña, donde se realiza una novena en su honor. El día 6 de septiembre se realiza una procesión por las calles de la villa y una ofrenda floral. La víspera de su festividad es trasladada hasta su ermita en una procesión nocturna, en la que los fieles portan antorchas. 
Estas fiestas en su honor han sido declaradas de interés turístico regional por la Junta de Castilla y León. 
Su leyenda data del año 754: El rey Alfonso I el católico consiguió conquistar un castillo a los moros gracias a la intervención de la Virgen. Por esa ayuda, mandó entronizar la imagen de la Virgen que llevaba en el arzón de su caballo y construir una ermita en el lugar donde había acampado.
El 8 de septiembre de 1930 se celebró el acto de coronación canónica de la Virgen del Valle, asistiendo el Nuncio de su Santidad, el Subsecretario de Gracia y Justicia, y los Obispos de Palencia, León y Soria
- Datos: Q6163637